# Ulmeritoides tifferae
Ulmeritoides tifferae är en dagsländeart som beskrevs av Lucas Domínguez 1995. Ulmeritoides tifferae ingår i släktet Ulmeritoides och familjen starrdagsländor. Inga underarter finns listade i Catalogue of Life.